# Vanajõgi
Vanajõgi är ett 9 km långt vattendrag på Dagö i västra Estland. Den utgör bitvis gränsen mellan kommunerna Hiiu och Emmaste, båda i Hiiumaa (Dagö) (Dagö län). Åns mynning är i bukten Mardihansu laht på Dagös västsida ut mot Östersjön.
Inlandsklimat råder i trakten. Årsmedeltemperaturen i trakten är 5 °C. Den varmaste månaden är augusti, då medeltemperaturen är 16 °C, och den kallaste är januari, med −4 °C.